# العملاق (لوحة)
العِمْلاَق (بالاسباني: El coloso) هي لوحة بريشة الفنان الاسباني فرانسيسكو غويا رسمها ما بين عامين 1808-1812 اللوحة من مقتنيات متحف ديل برادو في مدريد، حيث تم الاحتفاظ بها منذ عام 1931.

## الوصف
تُظهر عملاقًا في وسط اللوحة يسير باتجاه الجانب الأيسر من الصورة. الجبال تحجب رجليه حتى فخذيه والغيوم تحيط بجسده. يبدو أن العملاق يتخذ وضعية عدوانية لأنه يمسك بإحدى قبضتيه على ارتفاع الكتف، يحتل الثلث السفلي من اللوحة وادي مظلم يحتوي على حشد من الناس وقطعان الماشية الفارة في جميع الاتجاهات.

## تحليل

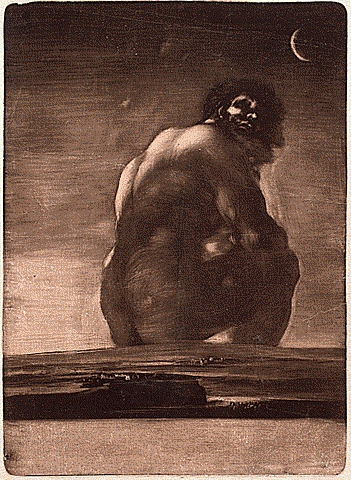
"العملاق" (طباعة فضفاضة ، 1810-1818) ، منقوش بالرسوم المائية المصقولة.

تشبه التقنية المستخدمة في هذه اللوحة تلك المستخدمة في لوحات غويا السوداء يسود اللون الأسود، ولمسات اللون في أضيق الحدود، والتي تم رسمها في الأصل على جدران منزل غويا، يحتل الجسم الكبير للعملاق مركز التكوين. يبدو أنه يتخذ وضعية قتالية بسبب وضعية ذراعه المرئية وقبضته. تم رسم الصورة خلال حرب الاستقلال الإسبانية، لذا يمكن أن تكون تمثيلًا رمزيًا لتلك الحرب. يذكر نايجل جليندينينج (باحث أسباني) أن الصورة مبنية على قصيدة وطنية كتبها خوان باوتيستا (كان شاعرًا وكاتبًا إسبانيًا) تسمى «نبوءة بيرينيه» نُشرت عام 1810.  تمثل القصيدة الشعب الإسباني كعملاق نشأ من جبال البيرينيه من أجل معارضة الغزو النابليوني. لقد كان وضع العملاق موضوع عدد من التفسيرات. من غير المعروف ما إذا كان يمشي أو مزروعًا بقوة مع انتشار الساقين. كما أن موقع العملاق غامض ، فقد يكون خلف الجبال أو مدفونًا فوق ركبتيه. أرجل موضوع اللوحة (العملاق) محجوبة أيضًا في لوحة ساتورن يلتهم ابنه (لوحة بريشة غويا). اقترح بعض الخبراء أن العملاق يبدو وكأنه مغمض العينين، الأمر الذي قد يمثل فكرة العنف الأعمى. على عكس الشكل المنتصب للعملاق، هناك شخصيات صغيرة في الوادي تهرب في كل الاتجاهات. الاستثناء الوحيد هو الحمار الذي لا يزال واقفاً، وقد اقترح خوان ج. لونا (مقكر أسباني) أن هذا الشيء قد يمثل عدم فهم أهوال الحرب.
كما تم تقديم تفسيرات أخرى بخصوص معنى هذه اللوحة. فيما يتعلق بالشعارات، فقد تم اقتراح أن العملاق قد يمثل فرناندو السابع غير الكفء والمتغطرس حيث تعمل الجبال للتأكيد على غطرسته. بالإضافة إلى ذلك، فقد قيل أن الحمار الثابت يمثل أرستقراطية متحجرة تدين بالفضل لملكية مطلقة. اقترحت دراسات أن العملاق في اللوحة يمثل الملكية الإسبانية المطلقة التي تعارض نظام نابليون. أشارت التحقيقات التي استخدمت تحليل الأشعة السينية لموقف العملاق إلى أن الشكل مشابه لشخصية هرقل الممثلة في النقوش التي رسمها فرانسيسكو دي زورباران في سلسلة أعمال هرقل (مجموعة قصصية).

## تكهنات
على الرغم من كل ما سبق، لا تزال هناك عناصر مجهولة في اللوحة. لا توجد حجة مقنعة بشأن الاتجاه الذي يتحرك فيه العملاق (إذا كان يتحرك على الإطلاق)، ومن المستحيل رؤية العدو الذي يعارضه. ومع ذلك، فيما يتعلق بالنقطة الأخيرة، يرى بعض المؤلفين أنه من المحتمل جدًا أن تخفي التضاريس الجبلية جيش العدو على الجانب الآخر من الوادي الذي يفر منه المدنيون. لذلك تم اقتراح أن اللوحة تظهر على الأرجح مواجهة بين الجيش الفرنسي الغازي والعملاق، الذي يمثل القوات الإسبانية المدافعة، كما هو موضح في قصيدة أريازا. كما وصف أريازا استعداد العملاق للقتال بيديه العاريتين وبدون أسلحة في قصيدته ذكريات الثاني من مايو، التي تؤكد على الطبيعة البطولية للأمة الإسبانية. ولكن تتناقض بطولة العملاق مع خوف بقية السكان، الذين يفرون في العديد من الاتجاهات المختلفة.
فيما يتعلق بمحور التكوين، هناك عدد من الإشارات التي تمثل ديناميكيًا الاتجاهات التي يهرب فيها الجمهور، والتي تتجه بشكل أساسي نحو الزاوية اليسرى السفلية للوحة وخارجها. هناك محور معاكس آخر يظهر من خلال تدافع الثيران إلى اليمين. من بين كل هذه الحركة، هناك بعض الشخصيات التي تعتني بشخص سقط أو شخص يعاني من صعوبات، مما يوفر نقطة مقابلة للحركة ويؤكد الانطباع بالفوضى. العملاق مفصول عن المقدمة بالجبال، مما يوفر إحساسًا بالعمق. يتم توجيهه بعيدًا ويواجه اليسار مما يخلق منظورًا بعيدًا عن العارض ويشكل معارضة قطرية لاتجاه الحشد الهارب، تأثير الضوء، الذي ربما يشير إلى غروب الشمس، يحيط ويبرز الغيوم التي تحيط بخصر العملاق.

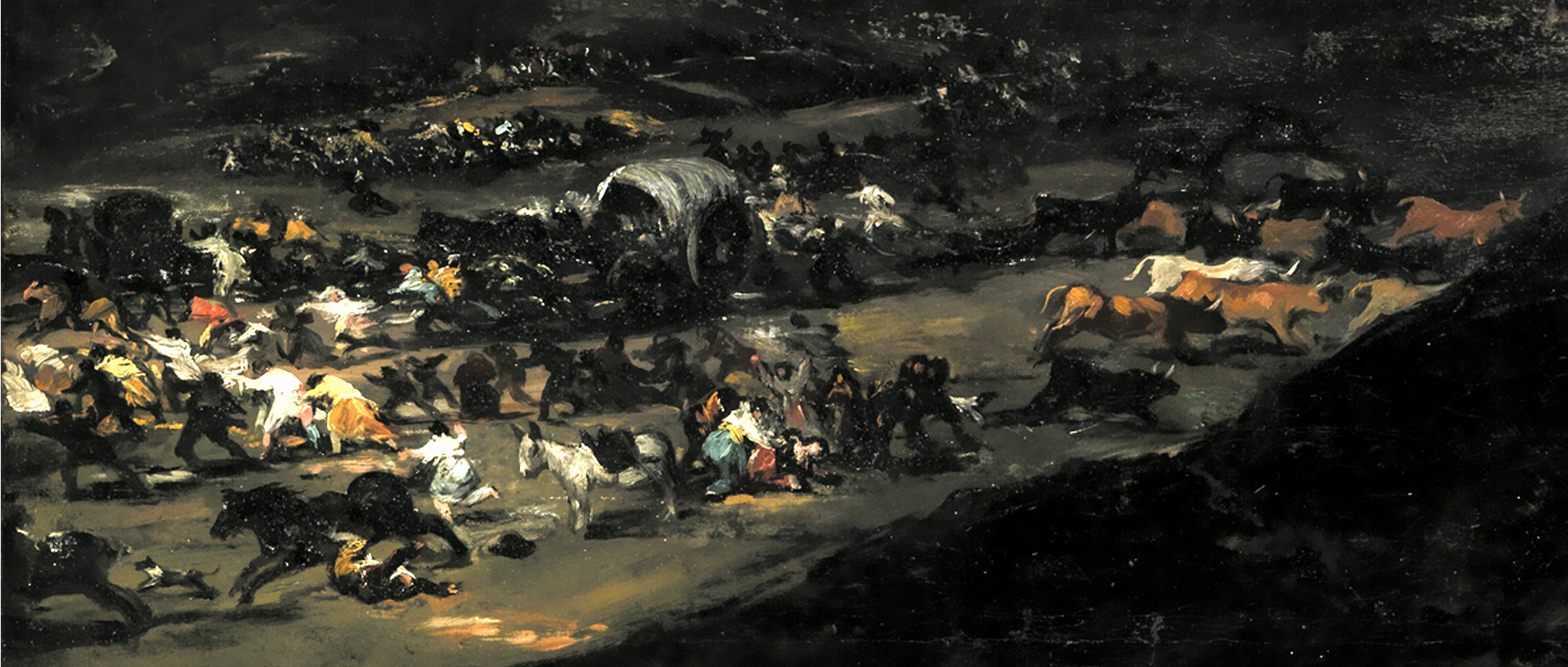
تفاصيل الجزء السفلي من اللوحة. يهرب الناس والحيوانات في اتجاهات مختلفة ، مشكلين تركيبة ديناميكية بخطوط طرد مركزي.